# تاريخ اليونان
تاريخ اليونان يشمل التاريخ أراضي الدولة الحديثة في اليونان، والمناطق التي كان الشعب والنفوذ اليوناني يحكمها تاريخيا. وقد تفاوت نطاق سكن اليونان وحكمهم كثيرا على مر العصور، ونتيجة لذلك، فإن تاريخ اليونان يتميز بالمرونة وكل عصر من هذه العصور له مجالات ومزايا وأخبار خاصة.

## اليونان القديمة

### الروماني اليونان
يشير مصطلح اليونان القديمة إلى الفترة الكلاسيكية من التاريخ اليونانى بدءاٌ من العصر اليونانى المظلم 1100 قبل الميلاد وغزو دوريان، في 146 قبل الميلاد، والغزو الروماني لليونان بعد معركة كورنث.ودائما ما ينظر إليها باعتبارها الثقافة الأصيلة التي وضعت الأساس للحضارة الغربية خلال العصر الذي يعرف بالعصر الهلنستي. لقد كان للثقافة اليونانية تأثير قوي على الإمبراطورية الرومانية، التي حملت نسخة منه إلى أجزاء كثيرة من منطقة البحر الأبيض المتوسط وأوروبا. كما كانت لحضارة الإغريق القديمة تأثيرا هائلا على اللغة والسياسة والنظم التعليمية، والفلسفة، والعلوم، والفنون، فأعطت أصالة لتيار النهضة خلال عصر التنوير في القرن 16 و 17 بأوروبا الغربية، واستعادة النشاط مرة أخرى خلال العديد من النهضات الكلاسيكية الحديثة في القرن ال 18 وال19 بأوروبا والأمريكتين.

## الامبراطورية البيزنطية (القرن 14 - 1453)

### الحملة الصليبية الرابعة
حدثت في عام 1204 م ودعا إليها بابا الفاتى كان ولبى دعوته بعض ملوك أوروبا وشكلوا جيشا توجه إلى الشام وعندما وصل هذا الجيش إلى القسطنطينية رفض البيزنطيون امداده بالمؤن فاشتبك مع البيزنطى ون في معركة عنى فة استولى خلالها على القسطنطينية حيث ظلت في ايديهم حتى عام 1261 م

## الحكم العثماني (القرن 15 - 1821)

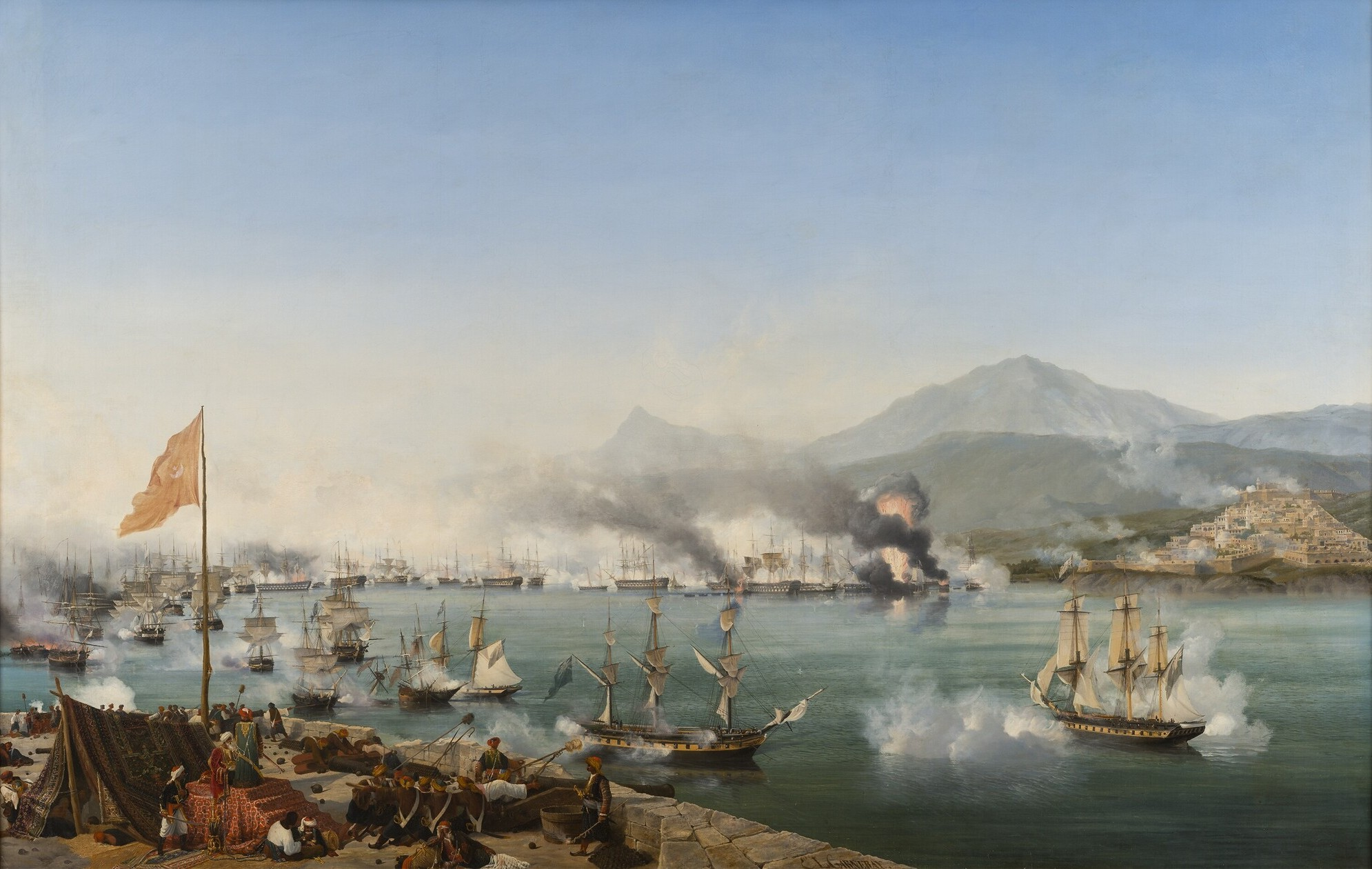
في معركة نافارينو، في أكتوبر 1827، وضع حدا فعالة من الحكم العثماني في اليونان.

وقعت هجرتان في اليونان عندما وصل العثمانيون،. الهجرة الأولى ينطوي على الفكر اليوناني الهجرة إلى أوروبا الغربية، وتؤثر في ظهور عصر النهضة. هجرة الثاني فيقدم اليونانيون ترك سهول شبه الجزيرة اليونانية وإعادة توطينهم في الجبال. نظام الدخن ساهم في تماسك العرقية من الروم الأرثوذكس من قبل عزل الشعوب المختلفة داخل الدولة العثمانية على أساس الدين.
وكان اليونانيون الذين يعيشون في السهول خلال الهيمنة العثمانية اما المسيحيون الذين تعاملوا مع أعباء الحكم الأجنبي أو التشفير، المسيحيون (المسلمين اليونانيين الذين كانوا ممارسين سر الإيمان الأرثوذكسية اليونانية). وأصبح بعض المسيحيين اليونانيين التشفير، لتجنب الضرائب الباهظة، وفي الوقت نفسه التعبير عن هويتها من خلال الحفاظ على العلاقات بينهما إلى الكنيسة الأرثوذكسية اليونانية. ومع ذلك، اعتبرت اليونانيون الذين اعتنقوا الإسلام وكانوا لا تشفير، المسيحيون الأتراك في أعين الروم الأرثوذكس، حتى لو لم تعتمد اللغة التركية.
حكم العثمانيون اليونان حتى أوائل القرن 19th.

## الدولة اليونانية الحديثة (1821 - حتى الآن)

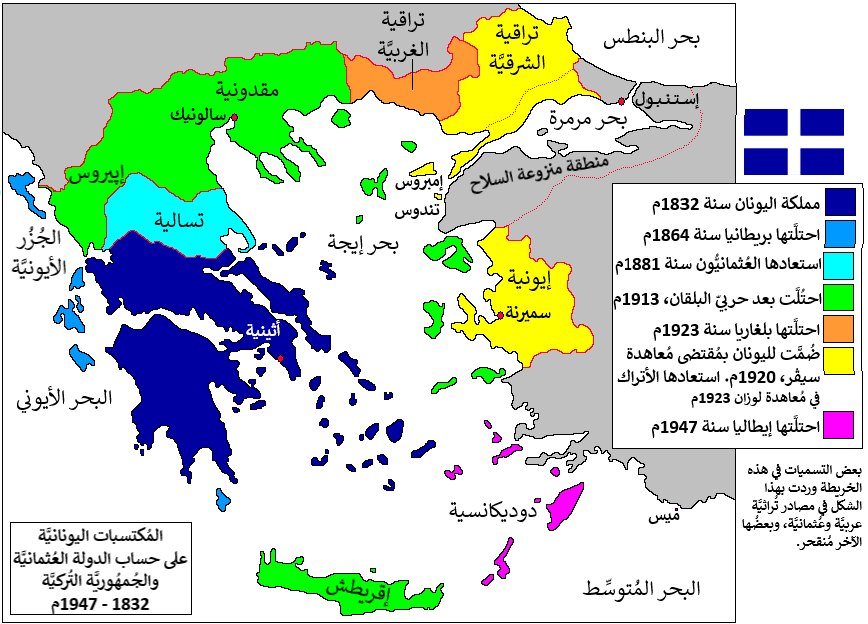
تطور أراضي مملكة اليونان حتى عام 1947.

في الأشهر الأولى من عام 1821، أعلنت اليونان استقلالها لكنها لم تحقق حتى عام 1829. القوى العظمى تشارك لأول مرة نفس وجهة النظر بشأن ضرورة الحفاظ على الوضع الراهن للدولة العثمانية، ولكن سرعان ما تغير موقفها. وتطوع عشرات من اليونانيين غير النضال من أجل القضية، بما في ذلك اللورد بايرون.
يوم 20 أكتوبر 1827، دمرت مجتمعة قوة تابعة للبحرية البريطانية والفرنسية والروسية والعثمانية وأسطول المصري. وزير الشؤون الخارجية الروسية، يوانيس Kapodistrias، وهو نفسه عاد اليونانية، بيت رئيسا للجمهورية الجديدة. بعد اغتياله ساعدت القوى الأوروبية تحول اليونان إلى نظام ملكي، وأول ملك، أوتو، جاء من ولاية بافاريا، والثاني، أنا جورج، من الدنمارك.
خلال القرون 19th وأوائل 20th سعت اليونان لتوسيع حدودها لتشمل السكان العرقية اليونانية من الدولة العثمانية. أعيدوا جزر البحر الأيوني من قبل بريطانيا على وصول الملك جورج أنا جديد في عام 1863 وتنازلت ثيساليا من قبل العثمانيين. نتيجة للحروب البلقان من 1912-1913 ايبيروس، ضمته جنوب مقدونيا، كريت وجزر بحر إيجه إلى المملكة من اليونان. آخر التوسيع التي اتبعت في عام 1947، عندما ضم اليونان وجزر الدوديكانيز من إيطاليا.

### الحرب العالمية الأولى والحرب اليونانية التركية

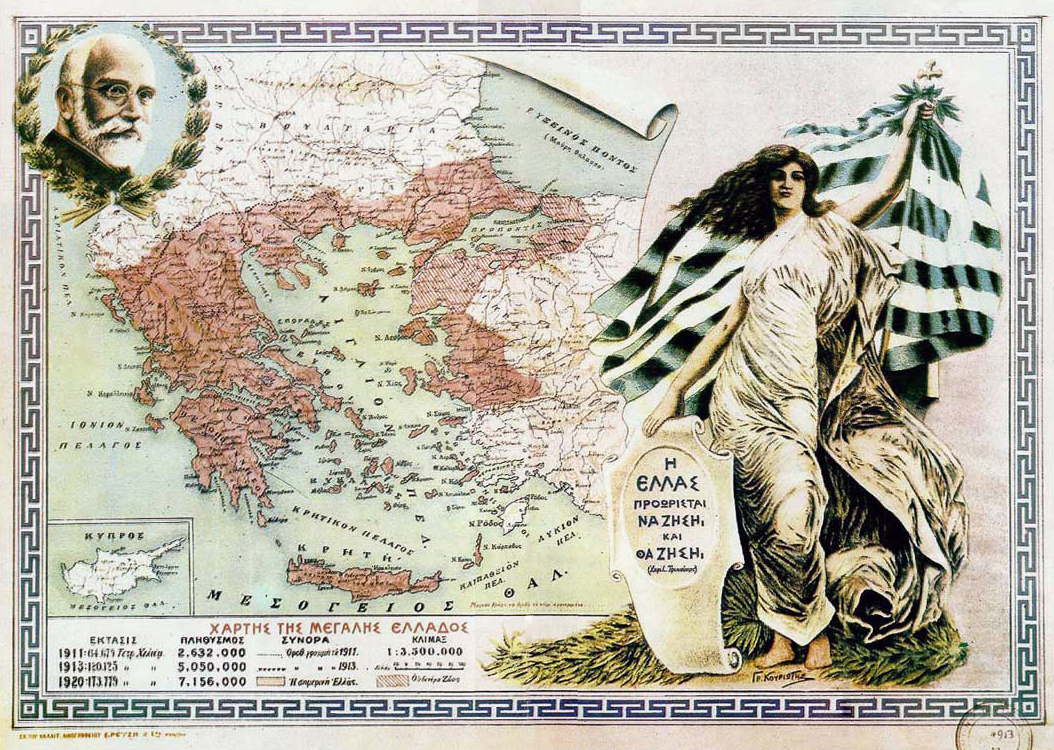
خريطة اليونان الكبرى بعد معاهدة سيفر، عندماMegali فكرة يبدو على مقربة من تحقيق، ويضم الفثيريوس فنيزيلوس.

في الحرب العالمية الأولى، وقفت اليونان مع القوى الوفاق ضد الدولة العثمانية والدول الأخرى الوسطى. في أعقاب الحرب، منحت الدول العظمى أجزاء من آسيا الصغرى إلى اليونان، بما في ذلك مدينة سميرنا (المعروفة اليوم ازمير) التي كان عدد سكانها اليونانية من حجم كبير.
ومع ذلك، أسقط القوميون التركية بقيادة مصطفى كمال أتاتورك، الحكومة العثمانية، بتنظيم هجوم عسكري على القوات اليونانية وانتصر عليهم. بعد ذلك مباشرة، وكان أكثر من مليون مواطن من اليونانيين تركيا للتوجه إلى اليونان كما تبادل السكان بين اليونان وتركيا.

### الحرب العالمية الثانية
على الرغم من القوات المسلحة للبلاد صغيرة عدديا وسوء التجهيز، قدمت اليونان مساهمة حاسمة في الجهود التي تبذلها قوات الحلفاء في الحرب العالمية الثانية. في بداية حرب اليونان وقفت إلى جانب الحلفاء، ورفضت الرضوخ للمطالب الإيطالية. إيطاليا بغزو اليونان عن طريق ألبانيا في 28 تشرين الأول 1940، لكن القوات اليونانية صد الغزاة بعد صراع مرير (انظر الحرب اليونانية الإيطالية). تميز هذا انتصار الحلفاء الأولى في الحرب.
في المقام الأول لتأمين الجهة الجنوبية له الاستراتيجي، والألماني أدولف هتلر صعد على مضض في وشنت معركة اليونان. قوات من ألمانيا وبلغاريا وإيطاليا واليونان غزت بنجاح، من خلال يوغوسلافيا، والتغلب على اليونانية والبريطانية والأسترالية والنيوزيلندية وحدات جديدة.
في 20 مايو عام 1941، وحاول الألمان للاستيلاء على جزيرة كريت مع هجوم كبير من قبل قوات المظلات، وذلك بهدف الحد من خطر هجوم مضاد من قبل قوات الحلفاء في مصر، ولكن المقاومة الثقيلة الوجه. الحملة اليونانية قد تأخر الخطط العسكرية الألمانية ضد الاتحاد السوفياتي، ويقال إن كان الغزو الألماني للاتحاد السوفياتي بدأت يوم 20 مايو 1941 بدلا من 22 يونيو عام 1941، ربما تكون قد نجحت الهجوم النازي ضد الاتحاد السوفياتي. قاد خسائر فادحة من المظليين الألمان الألمانية لإطلاق في أي مكان آخر على نطاق واسع من الجو الغزوات.
خلال سنوات الاحتلال من اليونان من قبل ألمانيا النازية، ومات الآلاف من اليونانيين في قتال مباشر، في معسكرات الاعتقال، أو الموت جوعا. المحتلين قتل الجزء الأكبر من الجالية اليهودية على الرغم من الجهود التي تبذلها الكنيسة الأرثوذكسية اليونانية والعديد من اليونانيين المسيحية الأخرى إلى ملجأ لليهود. ودمر اقتصاد اليونان.
وبدأ الجيش الألماني في اليونان عندما بدأ الجيش السوفياتي حملتها عبر رومانيا في أغسطس 1944، سحب الشمال والشمال الغربي من اليونان إلى يوغوسلافيا وألبانيا لتجنب التعرض للقطع في اليونان. وبالتالي، انتهى الاحتلال الألماني من اليونان في أكتوبر 1944. ضبطت ELAS المقاومة السيطرة على أثينا في 12 تشرين الأول 1944. وقد هبطت بالفعل القوات البريطانية في 4 تشرين الأول في باتراس، ودخلت أثينا في 14 أكتوبر 1944.

### الحرب الأهلية اليونانية
راجع: اللجنة السياسية للتحرير الوطني
وقد حارب، بين 1944 و 1949 في اليونان بين القوات الحكومية من اليونان بدعم من المملكة المتحدة في البداية، وفي وقت لاحق من قبل الولايات المتحدة الأمريكية، وجيش الديمقراطية في اليونان؛ العسكرية: الحرب اليونانية المدنية (Eμφύλιος πόλεμος Emfilios polemos اليونانية) فرع للحزب الشيوعي اليوناني. وفقا لبعض المحللين، فإنه يمثل أول مثال عن تدخل الغرب في مرحلة ما بعد الحرب في الوضع السياسي في بلد أجنبي. وانتصار القوات الحكومية في بريطانيا في وقت لاحق الذي تدعمه الولايات المتحدة أدت إلى عضوية اليونان في منظمة حلف شمال الأطلسي، وساعدت لتحديد التوازن الأيديولوجي للطاقة في منطقة بحر إيجة عن الحرب الباردة بأكملها.
تألفت الحرب الأهلية اليونانية في جانب واحد من القوات المسلحة التابعة لإدارات غير الماركسي بعد الحرب اليونانية، وعلى غيرها من القوات الشيوعية بقيادة الولايات المتحدة، والأعضاء الرئيسيين في منظمة المقاومة السابقة (ELAS)، والقيادة التي كان يسيطر عليها الحزب الشيوعي اليوناني (KKE).
وقعت في المرحلة الأولى من الحرب الأهلية في 1942-1944. خاضت فصائل المقاومة الماركسي وغير الماركسي بعضهم البعض في صراع بين الأشقاء لإنشاء قيادة لحركة المقاومة اليونانية. في المرحلة الثانية (1944) للشيوعيين في سدة الحكم في السيطرة العسكرية على معظم من اليونان، واجهت الحكومة اليونانية العائدين في المنفى، التي تشكلت تحت رعاية الحلفاء الغربيين في القاهرة وضمت في الأصل 6 KKE التابعة للوزراء. في المرحلة الثالثة (عادة تسمى «الجولة الثالثة» من قبل الشيوعيين) (1946-1949)، وخاضت قوات حرب العصابات التي يسيطر عليها الحزب الشيوعي اليوناني ضد الحكومة اليونانية المعترف بها دوليا التي تم تشكيلها بعد الانتخابات التي قاطعها الحزب الشيوعي اليوناني. على الرغم من أن المعروف عالميا تورط الحزب الشيوعي اليوناني في الانتفاضات، ظل حزب قانوني حتى عام 1948، والاستمرار في تنسيق الهجمات من مكاتب أثينا وحتى تحريم.
تركت الحرب الأهلية اليونانية إرثا من الاستقطاب السياسي، ونتيجة ل، اليونان كما دخلت في تحالف مع الولايات المتحدة وانضمت إلى حلف الناتو، في حين أن العلاقات مع جيرانها الشمالية الشيوعية، وأصبح على حد سواء الموالية للاتحاد السوفياتي، ومحايدة، والمتوترة.

### انتعاش ما بعد الحرب
في 1950s و 1960s، وضعت اليونان بسرعة، في البداية مع مساعدة من المنح خطة مارشال الأميركية، والقروض، وفيما بعد من خلال النمو في قطاع السياحة. وأوليت عناية جديدة لحقوق المرأة، وعام 1952 حق الانتخاب للمرأة والمكفولة في الدستور، كامل التالية المساواة الدستورية، ولينا Tsaldari تصبح أول وزيرة ذلك العقد.
في عام 1967، أطاح الجيش اليوناني استولى على السلطة في انقلاب عسكري، وحكومة يمين الوسط من Kanellopoulos باناجيوتيس وأنشأ المجلس العسكري الحاكم العسكري اليوناني من 1967-1974 التي أصبحت تعرف باسم النظام من العقداء. وشاركت وكالة الاستخبارات المركزية في انقلاب [بحاجة لمصدر] والرئيس كلينتون اعتذر لاحقا للتدخل [بحاجة لمصدر]. في عام 1973، ألغت النظام الملكي اليوناني. وكان في عام 1974، نفى بابادوبولوس دكتاتور مساعدة الولايات المتحدة بعد انقلاب 2 في تلك السنة، عين العقيد Ioannides باسم رئيس جديد من بين الدولة.
Ioannides عقد العديد من المسؤولين عن الانقلاب ضد الرئيس مكاريوس في قبرص، في انقلاب ينظر إليها على أنها ذريعة للموجة الأولى من الغزو التركي لقبرص في عام 1974 (انظر العلاقات اليونانية التركية). أدت الأحداث التي وقعت قبرص وغضب بعد القمع الدموي للانتفاضة البوليتكنيك في أثينا أثينا إلى انهيار النظام العسكري. وهو سياسي في المنفى، كونستانتينوس كارامانليس، وعاد من باريس، وأصبح رئيسا مؤقتا للوزراء في 23 يوليو 1974 وفيما بعد حصل لاعادة انتخابه لفترة ولايتين مزيد من على رأس حزب المحافظين Dimokratia نيا في 21 آب 1971، وانسحبت القوات اليونانية من البنية العسكرية المتكاملة حلف شمال الأطلسي احتجاجا على الاحتلال التركي لشمال قبرص.

### استعادة الديمقراطية
في عام 1975، إثر استفتاء لتأكيد ترسب الملك قسطنطين الثاني، وجاء دستور ديمقراطي جمهوري حيز النفاذ. آخر سياسي في المنفى سابقا، أندرياس باباندريو وعاد أيضا وأسس الاشتراكية الحركة الاشتراكية الهلينية (الباسوك) الحزب الذي فاز في انتخابات عام 1981 وسيطر بطبيعة الحال السياسية في البلاد على مدى عقدين تقريبا.
منذ استعادة الديمقراطية، ونمت على الاستقرار والازدهار الاقتصادي في اليونان بشكل ملحوظ. عاد إلى اليونان حلف شمال الأطلسي في عام 1980. انضمت اليونان إلى الاتحاد الأوروبي في عام 1981 وتبنت اليورو كعملة لها في عام 2001. جلبت جديدة للبنية التحتية، بتمويل من الاتحاد الأوروبي وبلغت نسبة زيادة الإيرادات من، الخدمات السياحية، والنقل البحري والصناعات الخفيفة وصناعة الاتصالات السلكية واللاسلكية اليونانيون في مستوى لم يسبق له مثيل من المعيشة. التوتر لا تزال قائمة بين اليونان وتركيا بشأن قبرص وعلى ترسيم الحدود في بحر ايجه ولكن العلاقات تحسنت بشكل كبير بعد المتعاقبة لأول الزلازل في تركيا ومن ثم في اليونان وتدفق 1 من التعاطف والمساعدات السخية من قبل اليونانيين والأتراك العاديين (انظر دبلوماسية الزلزال).